# Колану
Колану (рум. Colanu) — село у повіті Димбовіца в Румунії. Входить до складу комуни Улмі.
Село розташоване на відстані 71 км на північний захід від Бухареста, 3 км на південь від Тирговіште, 144 км на північний схід від Крайови, 85 км на південь від Брашова.

## Населення
За даними перепису населення 2002 року у селі проживали 277 осіб, усі — румуни. Усі жителі села рідною мовою назвали румунську.